# Квазисателит
Квазисателит је објекат специфичне коорбиталне конфигурације у орбиталној резонанцији од 1:1 у односу на планету око које остаје у непосредној близини током великог броја орбиталних периода.
Орбитални период око Сунца и припадајуће планете код квазисателита је једнак, а једина разлика је у ексцентрицитету орбите који је код квазисателита обично већи. Гледано из перспективе планете, квазисателит има ретроградну и веома издужену путању око исте.
Од „правих сателита“ разликују се по томе што се налазе изван планетарног гравитационог поља које сателите држи у правилним орбитама око планете (зона Хилове сфере) и имају нестабилну резонанцију. То значи да квазисателити током времена могу да промене резонанцију свог кретања и да се знатно удаље од планете, али и да се касније поново врате у квазисателитску орбиту.

## Примери квазисателита у Сунчевом систему
Земља
Закључно са 2012. годином планета Земља је имала регистровано неколико квазисателита:(164207) 2004 GU9,
(277810) 2006 FV35 и 2010 SO16. , 2002 AA29, и 2003 YN107 су означени као патуљасти планетоиди чије орбите могу еволуирати у квазисателитске, док је 2003 YN107 био у квазисателитској орбити од 1996. до 2006. године.
Венера
Венера има један квазисателит астероид 2002 VE68 који такође пресеца орбите Меркура и Земље. Претпоставља се да је у квазисателитској орбити око Венере око 7.000 и да ће да промени орбиталну позицију у наредних 500 година.
Нептун
Астероид (309239) 2007 RW10s се налази у квазисателитској орбити око Нептуна већ око 12.500 година, и претпоставке су да ће и наредних 12.500 година бити у овој резонанцији.
Остале планете на основу неких симулација у лабораторијским условима научници су закључили да су планете Уран и Нептун такође имале квазисателите у време настанка Сунчевог система пре око 4,5 милијарде година, док су се квазисателитске орбите око Јупитера одржале око 10 милиона година, односно око 100.000 година око Сатурна.
Вештачки квазисателити
Године 1989. совјетска сонда Фобос 2 је лансирана у квазисателитску орбиту око марсовог месеца Фобоса. Сонда се у орбити полупречника око 100 км од месеца задржала неколико месеци, да би потом била изгубљена услед квара на контролним панелима.
Случајни квазисателити
Постоје објекти који се налазе у квазисателитским орбитама око припадајућих им небеских тела иако се не налазе под њиховим гравитационим утицајима. Такви квазисателити су карактеристични за патуљасте планете попут Церере, Весте и Плутона и обично су под гравитационим утицајем суседних масивнијих објеката.